# Rycerstwo św. Michała Archanioła
Rycerstwo św. Michała Archanioła w Polsce – Apostolski Ruch powstały w 1994 roku z inicjatywy Zofii Sobieraj, która wraz z ks. Marianem Polakiem, michalitą byli założycielami tego Ruchu. Ks. Marian Polak CSMA od początku pełnił obowiązki Animatora Generalnego Rycerstwa.
Rycerstwo posiada swój Statut zatwierdzony przez przełożonego zgromadzenia, ks. Kazimierza Tomaszewskiego, podpisany 15 sierpnia 1994 roku.
Na miejsce ks. Mariana Polaka, który we wrześniu 2004 roku został skierowany do posługi misyjnej w Argentynie, władze michalickie powołały ks. Piotra Prusakiewicza, redaktora naczelnego dwumiesięcznika „Któż jak Bóg”.
Centrala Rycerstwa posiada swoją siedzibę przy Domu Generalnym Zgromadzenia Św. Michała Archanioła w Markach.

## Charyzmat
Specyficznym charyzmatem Rycerstwa jest głoszenie zwycięstwa Chrystusa nad szatanem. Celem Rycerstwa jest wynagradzanie Bogu za grzechy ludzkości i wypraszanie grzesznikom nawrócenia. Podstawowym obowiązkiem rycerzy jest dążenie do ciągłego trwania w stanie łaski uświęcającej, do częstego i pełnego uczestnictwa w Eucharystii (obowiązkowo w piątek), do przestrzegania postów i do wytrwałej modlitwy w intencji Kościoła Katolickiego, Ojczyzny i całego świata.
Grupy modlitewne powstające w parafiach nazywane są „Zastępami” Rycerstwa św. Michała Archanioła. Przewodniczy im wybrany spośród Rycerzy Animator.